# Cis graecus
Cis graecus là một loài bọ cánh cứng trong họ Ciidae. Loài này được Schilsky in Küster miêu tả khoa học năm 1901.